# Ada Yonath
Ada E. Yonath (sinh 1939) (tiếng Hebrew: עדה יונת, phát âm [ˈada joˈnat]) là một nhà tinh thể hoc người Israel được biết đến nhờ các công trình nghiên cứu về cấu trúc và chức năng của ribosome. Hiện nay bà là giám đốc của Helen and Milton A. Kimmelman Center for Biomolecular Structure and Assembly thuộc Viện khoa học Weizmann.
Ada E. Yonath tốt nghiệp đại học và cao học ở Đại học Jerusalem. Sau đó bà hoàn thành luận án tiến sĩ về X-ray tinh thể học tại Viện nghiên cứu khoa học Weizmann. Năm 2009, bà được trao giải Nobel hóa học cùng với hai nhà khoa học khác là Venkatraman Ramakrishnan và Thomas A. Steitz. Ada E. Yonath là nữ khoa học gia đầu tiên đoạt giải Nobel Hóa học kể từ năm 1964 và là người phụ nữ thứ tư trong lịch sử đoạt giải Nobel Hóa học.
Yonath là người Israel thứ chín chiếm một giải Nobel và là phụ nữ thứ tư chiếm giải Nobel Hóa học và là người đầu tiên kể từ năm 1964, khi bà Dorothy Crowfoot Hodgkin của Anh được tặng giải thưởng này.